# Marisabel Rodríguez de Chávez
Marisabel Rodríguez Oropeza (sinh ngày 23 tháng 11 năm 1964) là một nhà báo, nhà báo và phát thanh viên người Venezuela. Cô được biết đến nhiều nhất vì là vợ thứ hai của cựu tổng thống Venezuela Hugo Chávez.

## Cuộc đời
Rodríguez sinh ra ở Barquisimeto.

## Công việc

### Chính trị
Năm 1999, Rodríguez được bầu làm thành viên của Quốc hội lập hiến Venezuela năm 1999, trong giai đoạn soạn thảo Hiến pháp hiện tại của Venezuela. Bà được bầu với tỷ lệ cao thứ hai trong cuộc bầu cử. Sau đó, bà được bầu làm chủ tịch Ủy ban Quyền xã hội cấu thành và chủ tịch của Fundación del Niño, một quỹ do nhà nước tài trợ, hoạt động giúp đỡ và hỗ trợ trẻ em trong cả nước.
Trong gần hai thập kỷ, Marisabel đã làm việc trong lĩnh vực truyền thông xã hội, đặc biệt là quan hệ công chúng và là biên tập viên của bộ phận xã hội của El Impulso, một trong những tạp chí quan trọng nhất ở Trung Tây Venezuela.

### Truyền thông
Rodríguez là một phát thanh viên và nhà sản xuất đài phát thanh. Cô đã sản xuất một tạp chí dành cho trẻ em, "El Club de los Exploradores". Cô đã tham gia các đài truyền hình bao gồm Telecentro và Niños Cantores Televisión tại quê hương Barquisimeto. Cô cũng đã sản xuất chương trình phát thanh thông tin "Líder en la Noticia".

## Cuộc sống cá nhân
Cuộc hôn nhân đầu tiên của cô là với Allessandro Lanaro Pérezone, hai người có một đứa con trai.
Cô kết hôn với Hugo Chavez vào năm 1997. Họ có với nhau một cô con gái, Rosines. Năm 2004 cô và Chávez chính thức ly hôn, sau 2 năm chia tay. Năm 2007, cô công khai tố cáo cải cách hiến pháp do Chávez đề xuất.
Cô ly dị người chồng thứ ba vào năm 2009, Félix Lisandro García, một huấn luyện viên quần vợt.